# Chelsea Football Club 1962-1963
Questa voce raccoglie le informazioni riguardanti il Chelsea Football Club nelle competizioni ufficiali della stagione 1962-1963.

## Stagione
Il campionato inglese inizia il 18 agosto 1962 e il Chelsea comincia con tre vittorie consecutive (1-0 contro il Rotherham United, 3-0 contro lo Scunthorpe United e 5-0 contro il Charlton Athletic), a cui segue una sconfitta per 0-3 contro lo Scunthorpe United, uno 0-0 contro lo Stoke e altre due vittorie (1-0 contro il Sunderland e 2-0 contro il Southampton). Dopo uno 0-2 contro il Leeds United e un 1-2 contro il Southampton, i Blues pareggiano 2-2 contro lo Swansea, vince 2-0 contro il Portsmouth e 6-0 contro il Cardiff, perde 0-1 contro Huddersfield. Seguono sei vittorie consecutive (contro Middlesbrough per 3-2, contro Derby County per 3-1, contro il Newcastle United per 4-2, contro il Wallsal per 5-1, contro il Norwich, contro Grimsby Town per 3-0), un 1-1 contro Plymouth Argyle, altre quattro vittorie (contro Preston North End per 3-1, Rotherham per 3-0, Charlton per 4-1 e Luton per 2-0), cinque sconfitte (0-2 contro Swansea, 0-1 contro Cardiff, 1-2 contro Huddersfield, 0-1 contro Middlesbrough e 0-2 contro Newcastle). Il club londinese batte poi 3-1 il Derby County, perdono 0-4 contro il Norwich, battono 2-0 il Bury e 2-1 il Grimby, perdono 0-2 contro il Bury e 1-2 contro il Plymouth, battono il Preston 2-0, pareggiano 2-2 contro il Leeds. Il campionato termina con una sconfitta per 0-1 contro lo Stoke, una vittoria contro il Sunderland per 1-0 e una contro il Portsmouth per 7-0, che permettono al Chelsea di raggiungere la seconda posizione e di ritornare in First Division. Il Chelsea inizia l'FA Cup dal terzo turno, dove pareggia inizialmente 2-2 contro Tranmere Rovers; nel replay i Blues lo battono 3-1, accedendo così al quarto turno, dove incontrano il Charlton che battono 3-0. Nel quinto turno il club londinese viene eliminato a causa di una sconfitta per 1-2 contro il Manchester United.

## Maglie e sponsor
Nella stagione 1962-1963 del Chelsea non sono presenti né sponsor tecnici né main sponsor. La divisa primaria è costituita dalla maglia blu con colletto a girocollo con strisce decorative bianche e estremità delle maniche con le medesime decorazioni, calzoncini bianchi e calzettoni blu con strisce bianche nella parte superiore. La divisa da trasferta è costituita da maglia bianca con colletto a girocollo con strisce rosse decorative, estremità delle maniche con le medesime decorazioni, pantaloncini e calzettoni sono bianchi.
| Casa | Trasferta |

## Rosa
Rosa e numerazione sono aggiornati al 31 maggio 1963.
| N. |                             | Ruolo | Calciatore      |
| -- | --------------------------- | ----- | --------------- |
|    | Inghilterra (bandiera)      | P     | Peter Bonetti   |
|    | Irlanda del Nord (bandiera) | P     | Errol McNally   |
|    | Inghilterra (bandiera)      | D     | Allan Harris    |
|    | Inghilterra (bandiera)      | D     | Ron Harris      |
|    | Scozia (bandiera)           | D     | Eddie McCreadie |
|    | Inghilterra (bandiera)      | D     | Melvyn Scott    |
|    | Inghilterra (bandiera)      | D     | Ken Shellito    |

| N. |                        | Ruolo | Calciatore      |
| -- | ---------------------- | ----- | --------------- |
|    | Inghilterra (bandiera) | C     | Frank Blunstone |
|    | Galles (bandiera)      | C     | Graham Moore    |
|    | Inghilterra (bandiera) | C     | John Mortimore  |
|    | Inghilterra (bandiera) | C     | Terry Venables  |
|    | Inghilterra (bandiera) | A     | Barry Bridges   |
|    | Inghilterra (bandiera) | A     | John O'Rourke   |
|    | Inghilterra (bandiera) | A     | Bobby Tambling  |

## Calciomercato
| Arrivi | Arrivi          | Arrivi             | Arrivi   |
| R.     | Nome            | da                 | Modalità |
| ------ | --------------- | ------------------ | -------- |
| D      | Eddie McCreadie | East Stirlingshire | ?        |

| Partenze | Partenze     | Partenze      | Partenze |
| R.       | Nome         | a             | Modalità |
| -------- | ------------ | ------------- | -------- |
| P        | Mike Pinner  | Swansea City  | ?        |
| D        | John Sillett | Coventry City | ?        |

## Statistiche

### Statistiche di squadra
| Competizione | Punti | Totale | Totale | Totale | Totale | Totale | Totale |
| Competizione | Punti | G      | V      | N      | P      | Gf     | Gs     |
| ------------ | ----- | ------ | ------ | ------ | ------ | ------ | ------ |
| Campionato   | 52    | 42     | 24     | 4      | 14     | 81     | 42     |
| FA Cup       | -     | 4      | 3      | 1      | 1      | 9      | 5      |
| Totale       | -     | 46     | 27     | 5      | 16     | 90     | 47     |